# 자자 (축구 선수)
작송 아벨리누 코엘류(포르투갈어: Jakson Avelino Coelho, 1986년 2월 28일 ~ )는 자자 코엘류(Jajá Coelho) 또는 자자(Jajá)라는 이름으로 알려져 있는 브라질의 전직 축구 선수로 현역 시절 스트라이커로 활동했으며 K리그 시절 등록명은 자자였다.

## 클럽 경력
아메리카 미네이루의 유스의 산실인 자자는 2004년 바다를 건너 네덜란드의 페예노르트와 첫 프로 계약을 맺었다. 유망주 신분인 자자는 곧바로 벨기에의 KVC 베스테를로로 임대를 떠났다. 2006년 자자는 스페인의 클럽 헤타페 CF로 이적하였고, 헤타페에서도 마찬가지로 임대생활로 대부분을 보냈다.
2008년 자자는 우크라이나의 클럽 FC 메탈리스트 하르키우과 3년 계약을 맺고 이적하였으며, 그는 우크라이나 프리미어리그에서 대활약을 펼치기 시작하였다. 2008년 10월 2일 UEFA컵 베식타시 JK를 상대로 한 경기에서, 40m 거리에서 슈팅을 쏜 것이 골망을 흔들며 화제를 모으기도 하였다. 당해 자자는 우크라이나 프리미어리그 MVP를 수상하며, 역대 두번째 우크라이나 프리미어리그 외국인 MVP 수상자가 되었다.
2010년 자자는 터키 쉬페르리그의 트라브존스포르로 420만 유로의 이적료를 기록하며 이적하였으며, 계약 기간은 4년이었다. 자자는 트라브존스포르에서 29경기 출전하여 12골을 기록하였다. 2011년 UAE 프로리그의 알아흘리로부터 450만 유로의 이적료를 제안받고, 1년 만에 다시 이적하게 되었다. 자자는 아랍에미리트에서는 25경기에 출전하여 19골을 기록하였다. 이후 자자는 하락세를 타기 시작하였고, 여러 국가의 클럽들을 전전하기 시작하였다.
2015년 자자는 중국 슈퍼리그의 충칭 리판과 계약을 맺으며, 커리어 처음으로 동아시아 지역에서 축구를 하게 되었다. 그러나 자자의 중국에서의 활약은 미미했고, 반 년만에 팀을 떠났다. 이후 벨기에의 KSC 로케런으로 이적하였으며, 2017년 타이 리그1의 부리람 유나이티드 FC로 임대를 떠나게 되었다. 자자는 부리람에서 34경기 동안 34골을 터뜨리고 11도움을 기록하며 그야말로 맹활약을 펼쳤다. 이 활약을 토대로 부리람의 라이벌 무앙통 유나이티드 FC가 완전 영입에 착수하여 자자를 품에 안게 되었다. 자자는 무앙통에서 26경기 14골 5도움을 기록하였다.
2019년 대한민국 K리그1 성남 FC에 입단하였다. 하지만 성남에서 자자는 태업 논란에 휩싸였으며 2019시즌 여름 이적시장에 팀을 떠나게 되었다.
2020시즌 여름 이적시장에서 타이 리그 1의 치앙라이 유나이티드에 입단했다.

## 대회 성적

### 클럽
메탈리스트 하르키우
- 우크라이나 프리미어리그 : 3위 (2008-09, 2009-10)
- 우크라이나컵 : 4강 (2008-09)

 트라브존스포르
- 튀르키예 쉬페르리그 : 준우승 (2010-11)

SC 인테르나시오나우
- 캄페오나투 가우초 : 우승 (2012)

 부리람 유나이티드
- 태국 리그 1 : 우승 (2017)

 무앙통 유나이티드
- 태국 리그 1 : 4위 (2018)